# جون إتش. راي
جون إتش. راي هو محامي وسياسي أمريكي، ولد في 27 سبتمبر 1886 في مانكيتو في الولايات المتحدة، وتوفي في 21 مايو 1975 في جزيرة ستاتن في الولايات المتحدة. نشط حزبياً في الحزب الجمهوري. وقد انتخب عضو مجلس النواب الأمريكي ‏.